# Corpuscularia
Corpuscularia ist eine Pflanzengattung aus der Familie der Mittagsblumengewächse (Aizoaceae). Der botanischen Name der Gattung leitet sich vom lateinischen Wort corpusculum, der Bezeichnung für einen kleinen dreidimensionalen Körper ab, und wurde wahrscheinlich in Anspielung auf die festen Blätter die an Kurztrieben genauso breit wie dick sind und diese wie ein fester Körper erscheinen lassen, gewählt.

## Beschreibung
Die Arten der Gattung Corpuscularia sind sehr dicht beblätterte Pflanzen. Sie wachsen entweder kompakt mit einigen langen Blütentrieben und sichtbaren, zweikantigen Internodien oder als lockere niedrige Sträucher oder Matten, die oft eine dicke Pfahlwurzel ausbilden. Die weißlich grauen Laubblätter sind schiffchenförmig oder scharf dreikantig und spitz. Ihr Kiel ist häufig glatt und knorpelig. Sie sind an Langtrieben und der Pflanzenbasis beträchtlich länger als an Kurztrieben.
Die Blüten erscheinen einzeln und sind brakteenartig. Sie erreichen einen Durchmesser von bis zu 50 Millimeter. Es sind sechs bis acht Kelchblätter vorhanden. Die Kronblätter sind gelb oder weiß bis blass rosafarben und verwelken schwarz. Die filamentösen Staminodien sind weiß oder rosafarben und an ihrer Spitze gelb. Die weißen Staubfäden sind in ihrer Mitte papillös. Die Staubbeutel sind gelb bis orangefarben. Es sind sechs bis acht Nektarien vorhanden. Die Blütezeit liegt hauptsächlich im Frühjahr und Sommer. Die Blüten öffnen sich am Morgen und schießen sich am Abend.
Die Kapselfrüchte sind an der Basis halbkugelförmig bis glockenförmig. Ihre Quellleisten verlaufen parallel. Die Klappenflügel sind sehr breit, häufig doppelt so breit wie die Quellleisten (Kapseln vom Delosperma-Typ). Sie sind in der Regel sechsfächrig, es können jedoch bis zu zehn Fächer vorhanden sein. Die in ihnen enthaltenen Samen sind hellbraun.

## Systematik und Verbreitung
Die Gattung Corpuscularia ist im Südosten der südafrikanischen Provinz Ostkap auf felsigen Hängen mit Quarzitgeröll, an offenen Stellen im Busch oder Gras verbreitet. Die Arten wachsen in Gebieten, wo der Niederschlag hauptsächlich im Sommer oder das ganze Jahr über fällt.
Die Erstbeschreibung der Gattung durch Gustav Schwantes wurde 1926 veröffentlicht. Die Typusart ist Corpuscularia lehmannii. Die Gattung Corpuscularia umfasst folgende Arten:
- Corpuscularia angustifolia (L.Bolus) H.E.K.Hartmann
- Corpuscularia angustipetala (Lavis) H.E.K.Hartmann
- Corpuscularia appressa (L.Bolus) H.E.K.Hartmann
- Corpuscularia britteniae (L.Bolus) H.E.K.Hartmann
- Corpuscularia cymbiformis (Haw.) Schwantes
- Corpuscularia gracillima (L.Bolus) Niederle
- Corpuscularia lehmannii (Eckl. & Zeyh.) Schwantes
- Corpuscularia taylorii (N.E.Br.) Schwantes

## Nachweise